# Milan Perić
Milan Perić (cyr. Милан Перић; ur. 16 kwietnia 1986 w Čačaku) – serbski piłkarz, grający na pozycji napastnika.

## Kariera piłkarska

### Kariera klubowa
W 2003 rozpoczął karierę piłkarską w FK Mladost Lučani. Latem 2006 przeszedł do Tawrii Symferopol, ale występował tylko w drużynie rezerw. Na początku 2007 powrócił do Serbii, gdzie został piłkarzem FK Hajduk Kula. 5 lipca 2008 podpisał 4-letni kontrakt z FK Partizan. Potem występował na wypożyczeniu w klubach FK Jagodina, NK Nafta Lendava, FK Mladi Radnik Pożarewac i FK Metalac Gornji Milanovac.

### Kariera reprezentacyjna
W 2007 zadebiutował w młodzieżowej reprezentacji Serbii. Łącznie rozegrał 6 meczów.